# Узвай
Узва́й (Узвайка) — річка в Росії, права притока Іримки. Протікає територією Удмуртії Ігринського та Дебьоського районів.
Річка починається на південь від присілка Нюровай на території Ігринського району. Через 0,5 км входить на територію Дебьоського району. Протікає на північний схід з невеликим відхиленням на північ. Впадає до Іримки біля присілка Лесагурт. На річці створено декілька ставків. Приймає декілька дрібних приток.
Над річкою розташовано присілок Сюрногурт.